# Nolan Seegert
Nolan Seegert (ur. 11 lipca 1992 w Berlinie) – niemiecki łyżwiarz figurowy, startujący w parach sportowych z Minervą Fabienne Hase. Uczestnik igrzysk olimpijskich (2022), uczestnik mistrzostw świata i Europy, medalista zawodów z cyklu Grand Prix i Challenger Series, mistrz Niemiec juniorów (2013) i trzykrotny mistrz Niemiec seniorów (2019, 2020, 2022). Zakończył karierę w 2023 roku.

## Osiągnięcia

### Pary sportowe

#### Z Minervą Fabienne Hase

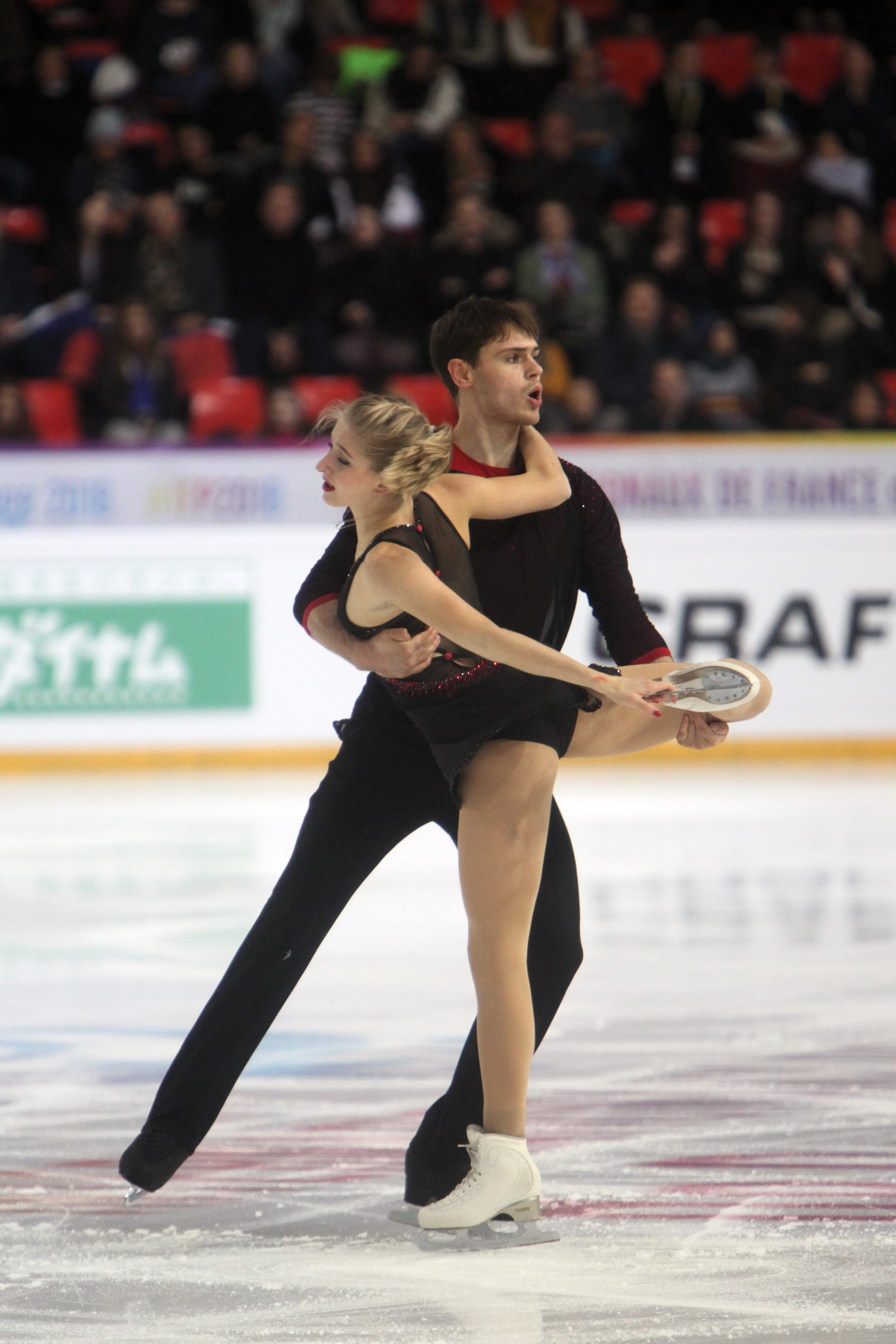
Hase i Seegert podczas programu dowolnego na zawodach Internationaux de France 2018

| Zawody                        | 14–15          | 15–16          | 16–17          | 17–18          | 18–19          | 19–20          | 20–21          | 21–22          |                |                |                |                |                |                |                |                |                |
| Międzynarodowe                | Międzynarodowe | Międzynarodowe | Międzynarodowe | Międzynarodowe | Międzynarodowe | Międzynarodowe | Międzynarodowe | Międzynarodowe | Międzynarodowe | Międzynarodowe | Międzynarodowe | Międzynarodowe | Międzynarodowe | Międzynarodowe | Międzynarodowe | Międzynarodowe | Międzynarodowe |
| ----------------------------- | -------------- | -------------- | -------------- | -------------- | -------------- | -------------- | -------------- | -------------- | -------------- | -------------- | -------------- | -------------- | -------------- | -------------- | -------------- | -------------- | -------------- |
| Zimowe igrzyska olimpijskie   |                |                |                |                |                |                |                | 16             |                |                |                |                |                |                |                |                |                |
| Mistrzostwa świata            |                |                | 19             |                | 13             | C              | WD             | 5              |                |                |                |                |                |                |                |                |                |
| Mistrzostwa Europy            | 11             |                | 12             |                | 6              | 5              |                | 8              |                |                |                |                |                |                |                |                |                |
| GP Internationaux de France   |                |                |                |                | 7              | 7              | C              |                |                |                |                |                |                |                |                |                |                |
| GP Rostelecom Cup             |                |                |                |                |                | 3              |                |                |                |                |                |                |                |                |                |                |                |
| GP Skate America              |                |                |                |                | 5              |                |                |                |                |                |                |                |                |                |                |                |                |
| GP Skate Canada International |                |                |                |                |                |                |                | 5              |                |                |                |                |                |                |                |                |                |
| GP NHK Trophy                 |                |                |                |                |                |                |                | 7              |                |                |                |                |                |                |                |                |                |
| CS Finlandia Trophy           |                |                | 7              | 8              |                |                |                | 7              |                |                |                |                |                |                |                |                |                |
| CS Golden Spin Zagrzeb        |                |                |                |                | 4              | 3              |                |                |                |                |                |                |                |                |                |                |                |
| CS Minsk-Arena Ice Star       |                |                |                | 4              |                |                |                |                |                |                |                |                |                |                |                |                |                |
| CS Nebelhorn Trophy           |                | 6              | 6              |                | 4              | 5              | WD             | 1              |                |                |                |                |                |                |                |                |                |
| CS Tallinn Trophy             |                | 6              |                |                |                |                |                |                |                |                |                |                |                |                |                |                |                |
| CS Warsaw Cup                 |                |                | 3              | 3              |                |                |                |                |                |                |                |                |                |                |                |                |                |
| Bavarian Open                 |                | 2              |                |                |                |                |                |                |                |                |                |                |                |                |                |                |                |
| Cup of Nice                   |                | 4              |                |                |                |                |                |                |                |                |                |                |                |                |                |                |                |
| Cup of Tyrol                  |                |                | 3              |                |                |                |                |                |                |                |                |                |                |                |                |                |                |
| International Challenge Cup   | 3              |                |                |                | 1              |                | WD             |                |                |                |                |                |                |                |                |                |                |
| Mentor Toruń Cup              | 3              |                | 4              |                |                |                |                |                |                |                |                |                |                |                |                |                |                |
| NRW Trophy                    | 3              | 1              | 1              |                |                |                | 2              |                |                |                |                |                |                |                |                |                |                |
| Sarajevo Open                 |                | 2              |                |                |                |                |                |                |                |                |                |                |                |                |                |                |                |
| Krajowe                       |                |                |                |                |                |                |                |                |                |                |                |                |                |                |                |                |                |
| Mistrzostwa Niemiec           | 2              | 3              |                | 2              | 1              | 1              | WD             | 1              |                |                |                |                |                |                |                |                |                |

#### Z Vanessą Bauer
| Zawody                                | 11–12                                 | 12–13                                 | 13–14                                 |                                       |                                       |                                       |                                       |                                       |                                       |                                       |                                       |                                       |                                       |                                       |                                       |                                       |                                       |                                       |
| Międzynarodowe: Kategorie młodzieżowe | Międzynarodowe: Kategorie młodzieżowe | Międzynarodowe: Kategorie młodzieżowe | Międzynarodowe: Kategorie młodzieżowe | Międzynarodowe: Kategorie młodzieżowe | Międzynarodowe: Kategorie młodzieżowe | Międzynarodowe: Kategorie młodzieżowe | Międzynarodowe: Kategorie młodzieżowe | Międzynarodowe: Kategorie młodzieżowe | Międzynarodowe: Kategorie młodzieżowe | Międzynarodowe: Kategorie młodzieżowe | Międzynarodowe: Kategorie młodzieżowe | Międzynarodowe: Kategorie młodzieżowe | Międzynarodowe: Kategorie młodzieżowe | Międzynarodowe: Kategorie młodzieżowe | Międzynarodowe: Kategorie młodzieżowe | Międzynarodowe: Kategorie młodzieżowe | Międzynarodowe: Kategorie młodzieżowe | Międzynarodowe: Kategorie młodzieżowe |
| ------------------------------------- | ------------------------------------- | ------------------------------------- | ------------------------------------- | ------------------------------------- | ------------------------------------- | ------------------------------------- | ------------------------------------- | ------------------------------------- | ------------------------------------- | ------------------------------------- | ------------------------------------- | ------------------------------------- | ------------------------------------- | ------------------------------------- | ------------------------------------- | ------------------------------------- | ------------------------------------- | ------------------------------------- |
| JGP w Chorwacji                       |                                       | 10                                    |                                       |                                       |                                       |                                       |                                       |                                       |                                       |                                       |                                       |                                       |                                       |                                       |                                       |                                       |                                       |                                       |
| JGP w Niemczech                       |                                       | 9                                     |                                       |                                       |                                       |                                       |                                       |                                       |                                       |                                       |                                       |                                       |                                       |                                       |                                       |                                       |                                       |                                       |
| Bavarian Open                         |                                       | 3 J                                   |                                       |                                       |                                       |                                       |                                       |                                       |                                       |                                       |                                       |                                       |                                       |                                       |                                       |                                       |                                       |                                       |
| International Challenge Cup           | 3 J                                   |                                       |                                       |                                       |                                       |                                       |                                       |                                       |                                       |                                       |                                       |                                       |                                       |                                       |                                       |                                       |                                       |                                       |
| NRW Trophy                            |                                       |                                       | 5 J                                   |                                       |                                       |                                       |                                       |                                       |                                       |                                       |                                       |                                       |                                       |                                       |                                       |                                       |                                       |                                       |
| Warsaw Cup                            |                                       |                                       | 4 J                                   |                                       |                                       |                                       |                                       |                                       |                                       |                                       |                                       |                                       |                                       |                                       |                                       |                                       |                                       |                                       |
| Krajowe                               |                                       |                                       |                                       |                                       |                                       |                                       |                                       |                                       |                                       |                                       |                                       |                                       |                                       |                                       |                                       |                                       |                                       |                                       |
| Mistrzostwa Niemiec                   |                                       | 1 J                                   |                                       |                                       |                                       |                                       |                                       |                                       |                                       |                                       |                                       |                                       |                                       |                                       |                                       |                                       |                                       |                                       |

#### Z Karolin Salatzki
| Zawody                                | 08–09                                 | 09–10                                 | 10–11                                 |                                       |                                       |                                       |                                       |                                       |                                       |                                       |                                       |                                       |                                       |                                       |                                       |                                       |                                       |                                       |
| Międzynarodowe: Kategorie młodzieżowe | Międzynarodowe: Kategorie młodzieżowe | Międzynarodowe: Kategorie młodzieżowe | Międzynarodowe: Kategorie młodzieżowe | Międzynarodowe: Kategorie młodzieżowe | Międzynarodowe: Kategorie młodzieżowe | Międzynarodowe: Kategorie młodzieżowe | Międzynarodowe: Kategorie młodzieżowe | Międzynarodowe: Kategorie młodzieżowe | Międzynarodowe: Kategorie młodzieżowe | Międzynarodowe: Kategorie młodzieżowe | Międzynarodowe: Kategorie młodzieżowe | Międzynarodowe: Kategorie młodzieżowe | Międzynarodowe: Kategorie młodzieżowe | Międzynarodowe: Kategorie młodzieżowe | Międzynarodowe: Kategorie młodzieżowe | Międzynarodowe: Kategorie młodzieżowe | Międzynarodowe: Kategorie młodzieżowe | Międzynarodowe: Kategorie młodzieżowe |
| ------------------------------------- | ------------------------------------- | ------------------------------------- | ------------------------------------- | ------------------------------------- | ------------------------------------- | ------------------------------------- | ------------------------------------- | ------------------------------------- | ------------------------------------- | ------------------------------------- | ------------------------------------- | ------------------------------------- | ------------------------------------- | ------------------------------------- | ------------------------------------- | ------------------------------------- | ------------------------------------- | ------------------------------------- |
| JGP w Niemczech                       |                                       | 19                                    | 12                                    |                                       |                                       |                                       |                                       |                                       |                                       |                                       |                                       |                                       |                                       |                                       |                                       |                                       |                                       |                                       |
| JGP w Wielkiej Brytanii               |                                       |                                       | 12                                    |                                       |                                       |                                       |                                       |                                       |                                       |                                       |                                       |                                       |                                       |                                       |                                       |                                       |                                       |                                       |
| International Challenge Cup           | 2 N                                   |                                       |                                       |                                       |                                       |                                       |                                       |                                       |                                       |                                       |                                       |                                       |                                       |                                       |                                       |                                       |                                       |                                       |
| Mentor Toruń Cup                      |                                       | 1 J                                   |                                       |                                       |                                       |                                       |                                       |                                       |                                       |                                       |                                       |                                       |                                       |                                       |                                       |                                       |                                       |                                       |
| NRW Trophy                            | 5 N                                   | 4 J                                   |                                       |                                       |                                       |                                       |                                       |                                       |                                       |                                       |                                       |                                       |                                       |                                       |                                       |                                       |                                       |                                       |
| Krajowe                               |                                       |                                       |                                       |                                       |                                       |                                       |                                       |                                       |                                       |                                       |                                       |                                       |                                       |                                       |                                       |                                       |                                       |                                       |
| Mistrzostwa Niemiec                   | 1 N                                   | 2 J                                   |                                       |                                       |                                       |                                       |                                       |                                       |                                       |                                       |                                       |                                       |                                       |                                       |                                       |                                       |                                       |                                       |

#### Z Josephine Klinger
| Zawody                                | 07–08                                 |                                       |                                       |                                       |                                       |                                       |                                       |                                       |                                       |                                       |                                       |                                       |                                       |                                       |                                       |                                       |                                       |                                       |
| Międzynarodowe: Kategorie młodzieżowe | Międzynarodowe: Kategorie młodzieżowe | Międzynarodowe: Kategorie młodzieżowe | Międzynarodowe: Kategorie młodzieżowe | Międzynarodowe: Kategorie młodzieżowe | Międzynarodowe: Kategorie młodzieżowe | Międzynarodowe: Kategorie młodzieżowe | Międzynarodowe: Kategorie młodzieżowe | Międzynarodowe: Kategorie młodzieżowe | Międzynarodowe: Kategorie młodzieżowe | Międzynarodowe: Kategorie młodzieżowe | Międzynarodowe: Kategorie młodzieżowe | Międzynarodowe: Kategorie młodzieżowe | Międzynarodowe: Kategorie młodzieżowe | Międzynarodowe: Kategorie młodzieżowe | Międzynarodowe: Kategorie młodzieżowe | Międzynarodowe: Kategorie młodzieżowe | Międzynarodowe: Kategorie młodzieżowe | Międzynarodowe: Kategorie młodzieżowe |
| ------------------------------------- | ------------------------------------- | ------------------------------------- | ------------------------------------- | ------------------------------------- | ------------------------------------- | ------------------------------------- | ------------------------------------- | ------------------------------------- | ------------------------------------- | ------------------------------------- | ------------------------------------- | ------------------------------------- | ------------------------------------- | ------------------------------------- | ------------------------------------- | ------------------------------------- | ------------------------------------- | ------------------------------------- |
| Nebelhorn Trophy                      | 6 N                                   |                                       |                                       |                                       |                                       |                                       |                                       |                                       |                                       |                                       |                                       |                                       |                                       |                                       |                                       |                                       |                                       |                                       |
| Krajowe                               |                                       |                                       |                                       |                                       |                                       |                                       |                                       |                                       |                                       |                                       |                                       |                                       |                                       |                                       |                                       |                                       |                                       |                                       |
| Mistrzostwa Niemiec                   | 4 N                                   |                                       |                                       |                                       |                                       |                                       |                                       |                                       |                                       |                                       |                                       |                                       |                                       |                                       |                                       |                                       |                                       |                                       |

### Soliści
| Zawody                                | 05–06                                 | 06–07                                 | 07–08                                 | 08–09                                 | 09–10                                 |                                       |                                       |                                       |                                       |                                       |                                       |                                       |                                       |                                       |                                       |                                       |                                       |                                       |
| Międzynarodowe: Kategorie młodzieżowe | Międzynarodowe: Kategorie młodzieżowe | Międzynarodowe: Kategorie młodzieżowe | Międzynarodowe: Kategorie młodzieżowe | Międzynarodowe: Kategorie młodzieżowe | Międzynarodowe: Kategorie młodzieżowe | Międzynarodowe: Kategorie młodzieżowe | Międzynarodowe: Kategorie młodzieżowe | Międzynarodowe: Kategorie młodzieżowe | Międzynarodowe: Kategorie młodzieżowe | Międzynarodowe: Kategorie młodzieżowe | Międzynarodowe: Kategorie młodzieżowe | Międzynarodowe: Kategorie młodzieżowe | Międzynarodowe: Kategorie młodzieżowe | Międzynarodowe: Kategorie młodzieżowe | Międzynarodowe: Kategorie młodzieżowe | Międzynarodowe: Kategorie młodzieżowe | Międzynarodowe: Kategorie młodzieżowe | Międzynarodowe: Kategorie młodzieżowe |
| ------------------------------------- | ------------------------------------- | ------------------------------------- | ------------------------------------- | ------------------------------------- | ------------------------------------- | ------------------------------------- | ------------------------------------- | ------------------------------------- | ------------------------------------- | ------------------------------------- | ------------------------------------- | ------------------------------------- | ------------------------------------- | ------------------------------------- | ------------------------------------- | ------------------------------------- | ------------------------------------- | ------------------------------------- |
| Heiko Fischer Pokal                   | 11 N                                  |                                       |                                       |                                       |                                       |                                       |                                       |                                       |                                       |                                       |                                       |                                       |                                       |                                       |                                       |                                       |                                       |                                       |
| Warsaw Cup                            |                                       | 6 N                                   |                                       |                                       |                                       |                                       |                                       |                                       |                                       |                                       |                                       |                                       |                                       |                                       |                                       |                                       |                                       |                                       |
| Krajowe                               |                                       |                                       |                                       |                                       |                                       |                                       |                                       |                                       |                                       |                                       |                                       |                                       |                                       |                                       |                                       |                                       |                                       |                                       |
| Mistrzostwa Niemiec                   |                                       | 3 N                                   | 10 J                                  | 10 J                                  | 8 J                                   |                                       |                                       |                                       |                                       |                                       |                                       |                                       |                                       |                                       |                                       |                                       |                                       |                                       |